# 青方偏移

ドップラー効果。青方偏移は下。

青方偏移（せいほうへんい、英: blue shift）とは、光のドップラー効果の一つ。赤方偏移と同様の原理で、近づく音源からの音が高くなるように、近づく光源からの光が短波長側へずれることをいう。

## 青方偏移を扱ったSF作品
赤方偏移が、ビッグバン後の膨張宇宙の証明であることの反対解釈として、青方偏移は、「宇宙の縮小」=「世界の終焉」を象徴するSFのテーマに用いられることがある。
- スティーヴン・バクスター『青方偏移』。
- 諸星大二郎『孔子暗黒伝』創美社〈Jump super ace〉、1988年。ISBN 4-420-13701-0。
- ジャック・キャンベル『彷徨える艦隊（英語版）』 - 青色偏光を確認することで高速で移動する宇宙戦艦の加速を探知することができる。
- トップをねらえ！　光速に近い速度で接近してくる宇宙怪獣を、青方偏移による青い光で描いた。